# المحاكم العسكرية في تايلاند

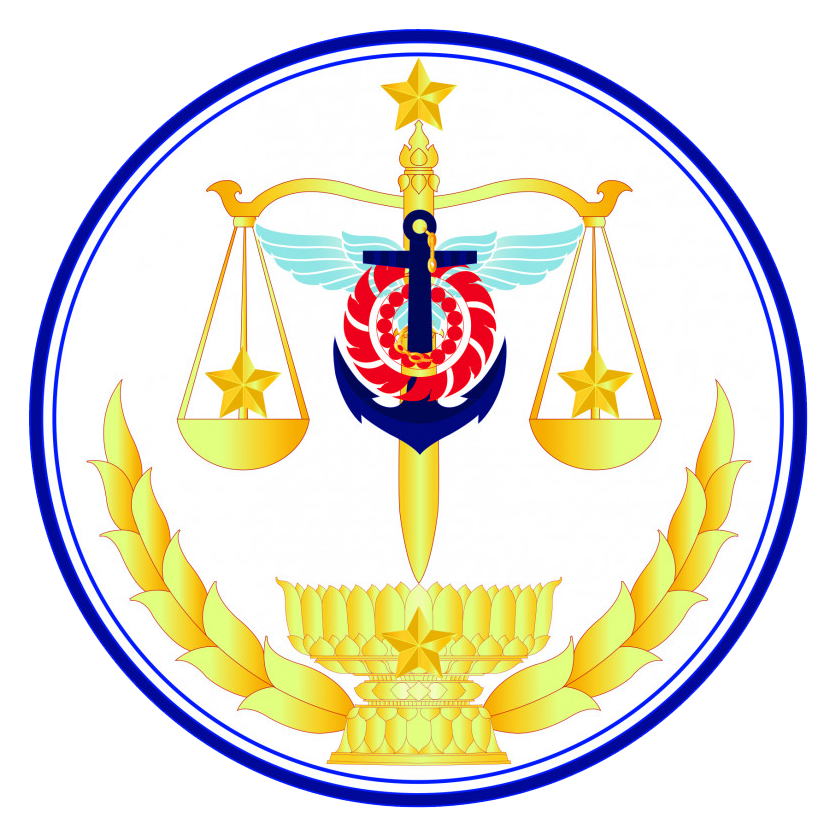
المحاكم العسكرية

المحاكم العسكرية في تايلاند هي هيئات قضائية لها ولاية قضائية جنائية على أفراد القوات المسلحة الملكية التايلاندية وأحيانًا ووفقًا للقانون على المدنيين، كما كان الحال في الفترة من 25 مايو 2014 حتى 12 سبتمبر 2016 بعد انقلاب تايلاند عام 2014.
على عكس المحاكم الأخرى في النظام القضائي التايلاندي، تخضع المحاكم العسكرية لوزارة الدفاع وتديرها دائرة قاضي القضاة في الجيش.

## الإجراءات
يحكم المحاكم العسكرية قانون 1955 الخاص بتنظيم المحاكم العسكرية. ويسمح القانون للقاضي المحامي العام في تايلاند بوضع لوائح المحكمة. ويجوز للمحاكم العسكرية في زمن الحرب أو أثناء فرض الأحكام العرفية، اعتماد إجراءات خاصة.

## القضاة
يخدم قضاة المحاكم العسكرية الضباط العسكريين من نوعين: «القضاة العامون» و «المحامو القضاة».
القضاة العامون هم ضباط لا يعتبر التدريب القانوني شرطا مسبقا لهم. في المقابل يخضع المحامون القضاة لتدريب في القانون.

## التأليف
وفقًا لقانون تنظيم المحاكم العسكرية لعام 1955، تتكون المحاكم العسكرية من ثلاث مستويات: المحاكم الأول درجة (محكمة الابتدائية) والثاني درجة (محكمة الاستئناف) والثالثة درجة (محكمة الاستئناف النهائية).
| اسم                                | نصاب قانوني                                                                                     | ملاحظات |
| المحاكم العسكرية الابتدائية        | المحاكم العسكرية الابتدائية                                                                     | المحاكم العسكرية الابتدائية |
| ---------------------------------- | ----------------------------------------------------------------------------------------------- | --- |
| محكمة المقاطعة العسكرية            | - قاضيين عامين من رتبة ضابط - قاضي محامي                                                        | - أنشئت في كل محافظة عسكرية، باستثناء المحافظات التي تتمتع بقيادة لمحافظاتها العسكرية - القدرة على ممارسة الولاية القضائية على أفراد القوات المسلحة بخلاف الضباط المفوضين |
| محكمة الولاية العسكرية             | - قاضيين عامين من رتبة ضابط - قاضي محامي                                                        | - أنشئت في كل محافظة عسكرية، باستثناء المحافظة التي توجد بها محكمة بانكوك العسكرية - صلاحية ممارسة الولاية القضائية على جميع أفراد القوات المسلحة بخلاف الضباط العامين    |
| محكمة بانكوك العسكرية              | - قاضيين عامين من رتبة ضابط - قاضي محامي                                                        | اختصاص غير محدود |
| محاكم الوحدة العسكرية              | - قاضيين عامين من رتبة ضابط - قاضي محامي                                                        | أنشئت داخل هيئة عسكرية لا تقل عن 1000 عضو خارج تايلاند |
| المحاكم العسكرية من الدرجة الثانية |                                                                                                 | |
| المحكمة العسكرية المركزية          | - 1 أو 2 قاضي عام من رتبة فريق أول - 1 أو 2 قاضي عام من رتبة عقيد أو ما يعادلها - قاضيين محامين | |
| المحاكم العسكرية النهائية          |                                                                                                 | |
| المحكمة العسكرية العليا            | - قاضيين عامين من رتبة فريق أول - 3 قضاة محامون                                                 | |

يسمح القانون بإنشاء محاكم عسكرية خاصة، تعرف باسم محاكم جرائم الحرب، خلال وقت الحرب أو خلال فترات الأحكام العرفية.